# Перун (БПЛА)
Перун — український перспективний баражуючий боєприпас, який є аналогом російського «Ланцета».
Вперше анонсований очільником Мінцифри Михайлом Федоровим у серпні 2023 року. На початку лютого 2024 року Федоров повідомив, що заплановано масове виробництво безпілотника.

## Загальний опис
Перун оснащений хрестоподібним крилом, яке надає достатню підіймальну силу за зменшених габаритів, та електродвигуном у хвостовій частині. Запускається за допомогою катапульти.
Габарити «Перуна» складають: 1365 мм, 1370 мм та 800 мм у довжину, ширину й висоту відповідно. Заявлена дальність до 40 кілометрів.